# Hostinec Na Staré poště (Zahrádky)
Hostinec Na Staré poště, původně poštovní stanice se zájezdním hostincem, je jednou z nejzachovalejších staveb tohoto druhu v severních Čechách. Budova hostince s přilehlými pozemky a stavbami se nachází na území obce Zahrádky u České Lípy v Libereckém kraji na západním břehu Novozámeckého rybníka poblíž jeho hráze a Novozámecké průrvy, skrze kterou vytéká z rybníka Robečský potok. V jádru barokní objekt, přestavěný v  klasicistním stylu, je zapsaný jako kulturní památka v Ústředním seznamu nemovitých kulturních památek České republiky. Areál historické poštovní stanice, ležící mezi silnicí I/9 a Novozámeckým rybníkem, který je také jak kulturní památkou, tak i národní přírodní památkou na území Chráněné krajinné oblasti Kokořínsko – Máchův kraj, je zároveň součástí Krajinné památkové zóny Zahrádecko, vyhlášené 1. července 1996.

## Historie
Budovu poštovní stanice s hostincem nechal postavit v 18. století na dominikálním pozemku v lokalitě Hirnsen mezi Novozámeckým rybníkem a historickou dálkovou komunikací majitel Novozámeckého panství Jan Adolf Kounic (1696–1771). Poštovní stanice byla vybudována v areálu staršího hospodářského dvora či spíše tvrze, která střežila přechod přes hráz a most na důležité obchodní cestě, vedoucí ze středních Čech do Žitavy.
Novozámecký rybník s kamennou hrází a odtokovým kanálem, proraženým v pískovcové skále, byl vybudován kolem roku 1416. První písemná zmínka o vsi Zahrádky je z roku 1376. Zatímco rybniční přítokové a odtokové kanály, tj. Mnichovská a Novozámecká průrva, a také hráz i hostinec Na Staré poště leží na katastru Zahrádek, samotný rybník je součástí katastrálního území sousední obce Jestřebí. Její nejstarší historie se týká první písemná zmínka o farní vsi Krušina z roku 1352. Tato ves stála patrně severozápadně od hradu Jestřebí a od pozdějšího stejnojmenného městečka, tj. blíže k Novozámeckému rybníku.

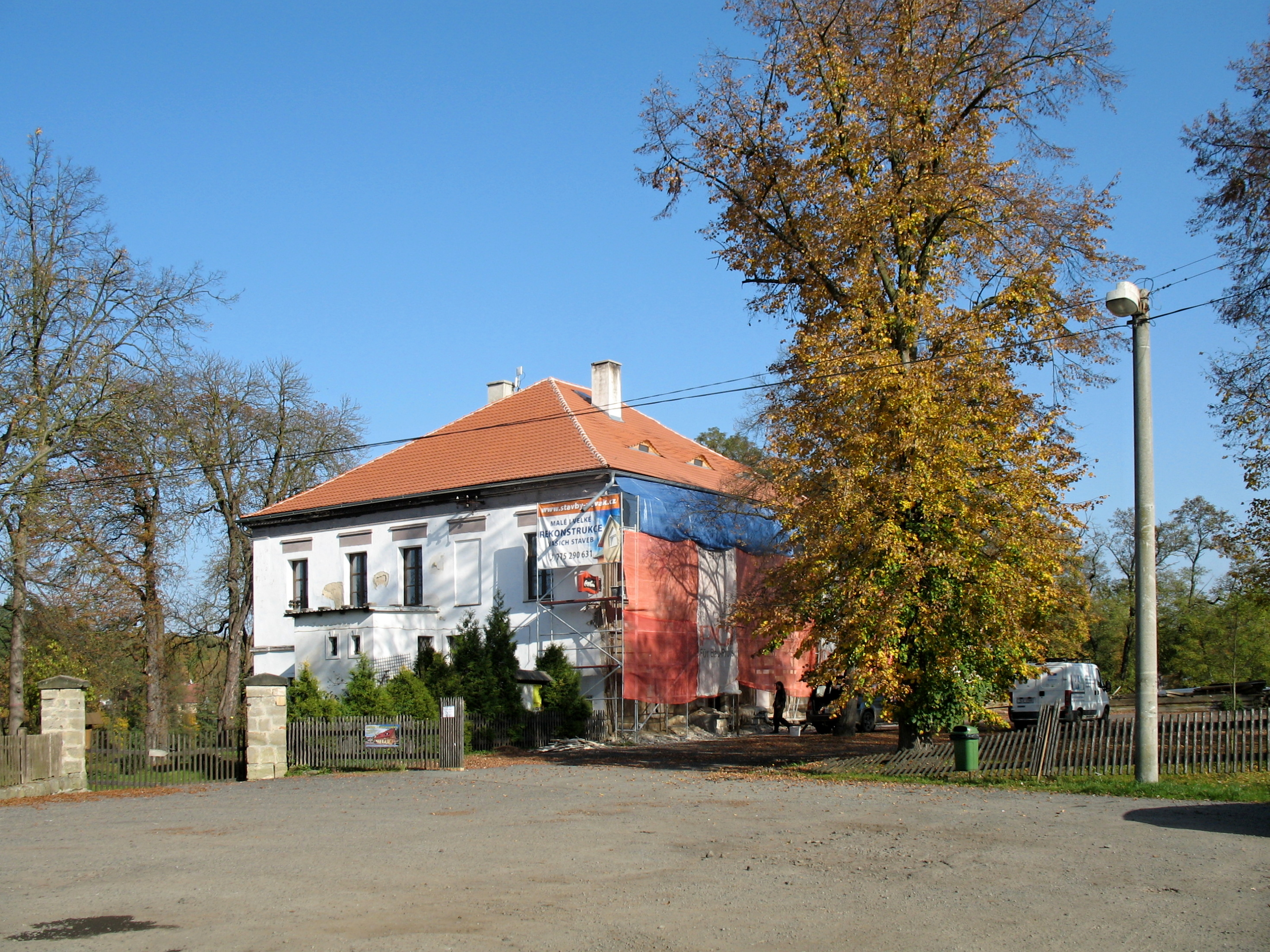
Opravy hostince v roce 2017

Nejstaršími majiteli dvora na břehu Novozámeckého rybníka byli pravděpodobně Volf ze Salhauzu a poté Jan Jiří z Vartemberka, kterému ale císař majetek odebral a předal jej v roce 1623 Albrechtovi z Valdštejna. Po smrti Albrechta z Valdštejna se v držení majetků na Zahrádecku střídali Valdštejnové, Kounicové a Lichtenštejnové. V 19. století byla pošta se zájezdním hostincem přestavěna v klasicistním stylu a v této podobě se dochovala až do 21. století, i když určité stavební úpravy byly provedeny ještě také v první polovině 20. století. V roce 1957 přešlo vlastnictví objektu na Československý stát a tento majetek byl spravován prostřednictvím MNV Zahrádky. V roce 1960 se stalo vlastníkem hostince Na Staré poště lidové spotřební družstvo Jednota, od něhož v roce 1990 zanedbaný hostinec koupila společnost HS s r. o. Objekt, který dále chátral a byl již v havarijním stavu, v roce 2001 odkoupil jiný soukromý vlastník, který stavbu postupně opravuje a rekonstruuje.
Kdy zanikly další objekty v areálu bývalého hospodářského dvora, není přesně známo. V topografii z roku 1833 je zmíněna poštovní přepřahací stanice. Objekt v určité době sloužil také k výběru mýta. Na mapě stabilního katastru z roku 1843 jsou ještě zaznamenány všechny budovy. Na litografii z druhé poloviny 19. století, která byla zpracována podle předlohy z roku 1853, byla v areálu zobrazena pouze budova Staré pošty a s ni sousedící maštal, a stodola s polygonální romantickou přístavbou s lomenými oblouky oken. Na kolorované litografii českolipského malíře Eduarda Steffena, vytvořené po roce 1868, je zobrazený areál pojmenován „Restauration Hirnsen“, na o něco mladší rytině v publikaci Frantze Hantschela se hostinec jmenuje „Gasthof Post in Hirnsen“. Poštovní úřad byl v areálu u Novozámeckého rybníka v provozu až do roku 1894.

## Popis
Areál někdejšího hospodářského dvora, zahrnující celkem šest různých staveb, byl původně obehnán zdí a suchým příkopem. Uvnitř areálu byla hlavní budova, tj. budova pošty a hostince, kaple, dům baštýře, stáje a stodoly.
Hostinec Na Staré poště (Zahrádky čp. 141) stojí samostatně v centrální části areálu bývalého hospodářského dvora. Základ stavby je barokní, patro, krov, střecha a fasády jednopatrové budovy jsou klasicistní s některými menšími pozdějšími úpravami. Kromě objektu hostince se v jihovýchodní části areálu dochovaly pozůstatky stodoly a navazujícího romantizujícího hudebního altánu, který vznikl novogotickou úpravou polygonálního závěru bývalé stodoly. Z pavilonu, který byl před rokem 1989 využíván Vlastivědným muzeem v České Lípě, zbylo pouze torzo. V severní části areálu zůstal sklep jako pozůstatek zaniklé stavby a ještě dále směrem na severozápad lze spatřit zbytky zdiva dalšího hospodářského objektu. Součástí komplexu jsou i dvě dochované studny.

## Okolí Staré pošty

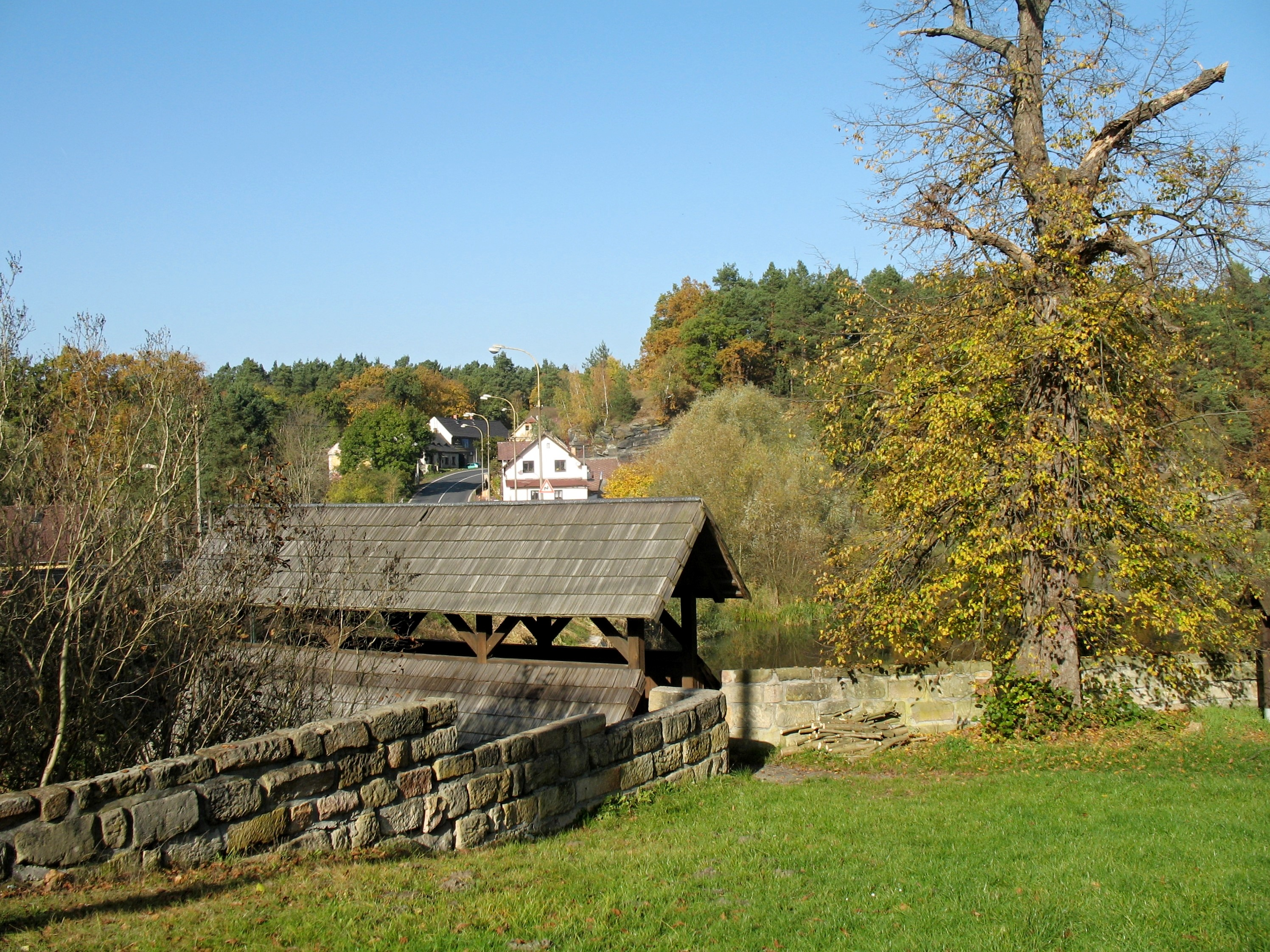
Dřevěný most přes Novozámeckou průrvu
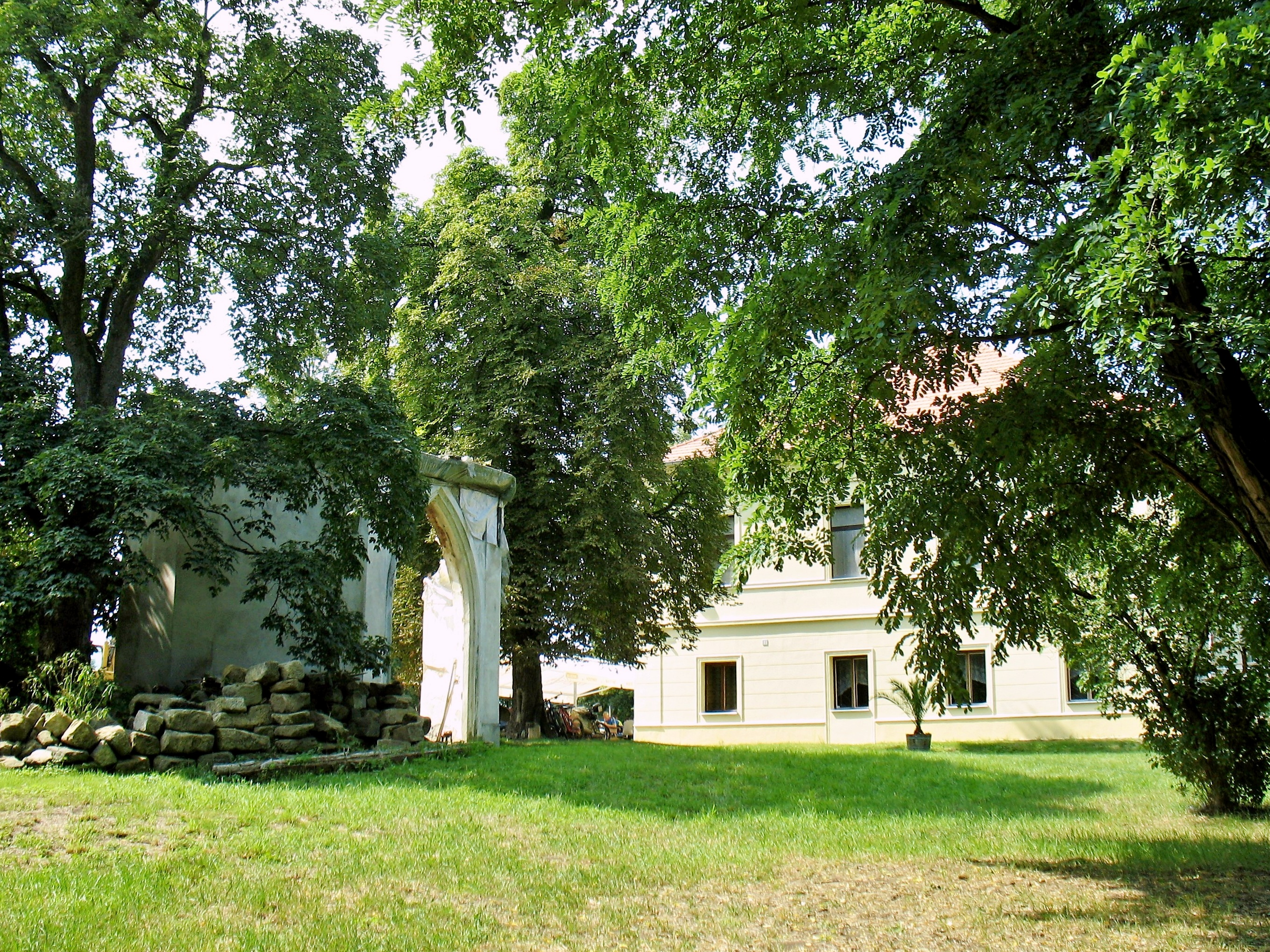
Pozůstatky hudebního altánu v zahradě
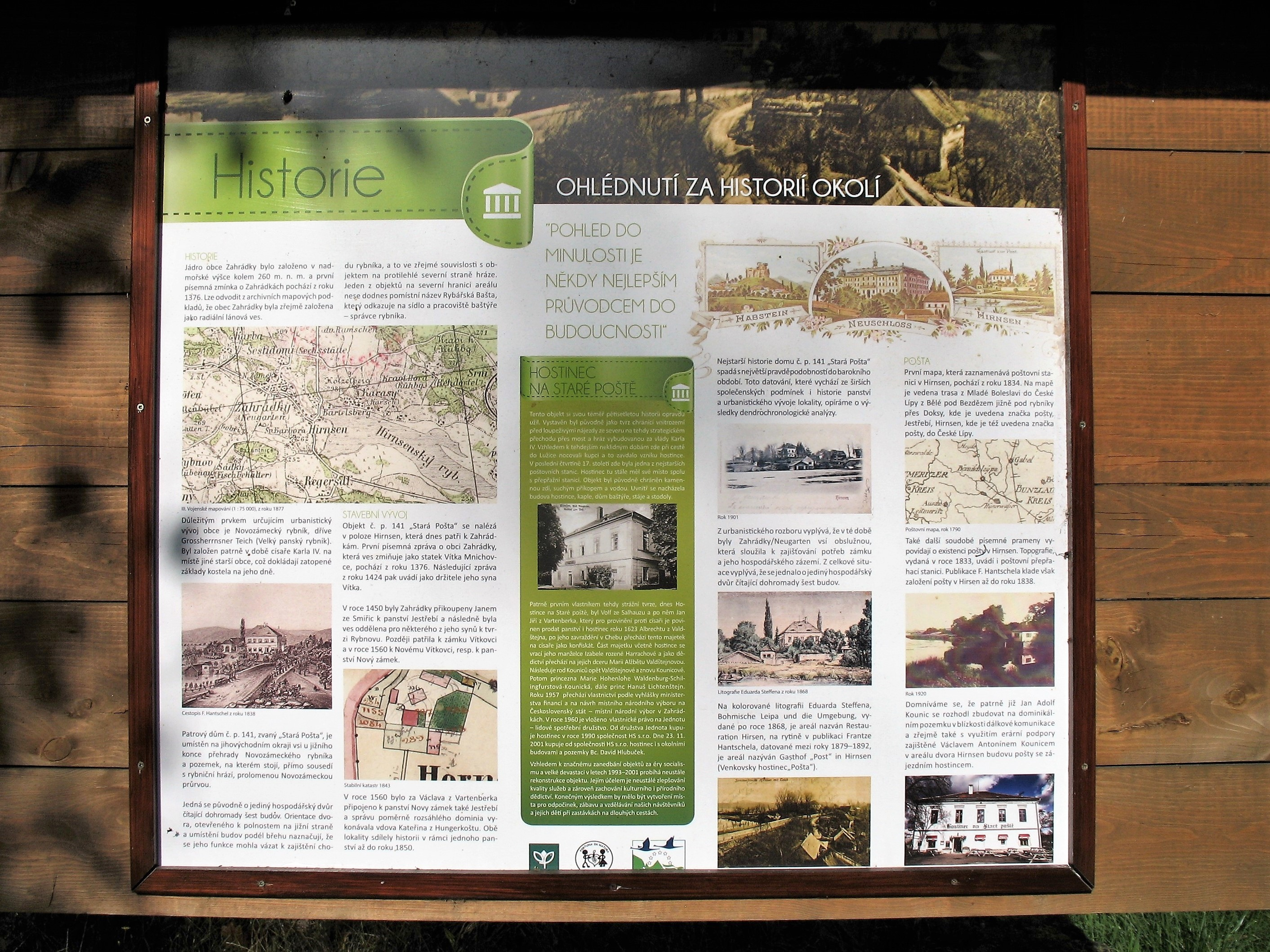
Informační tabule s popisem historie
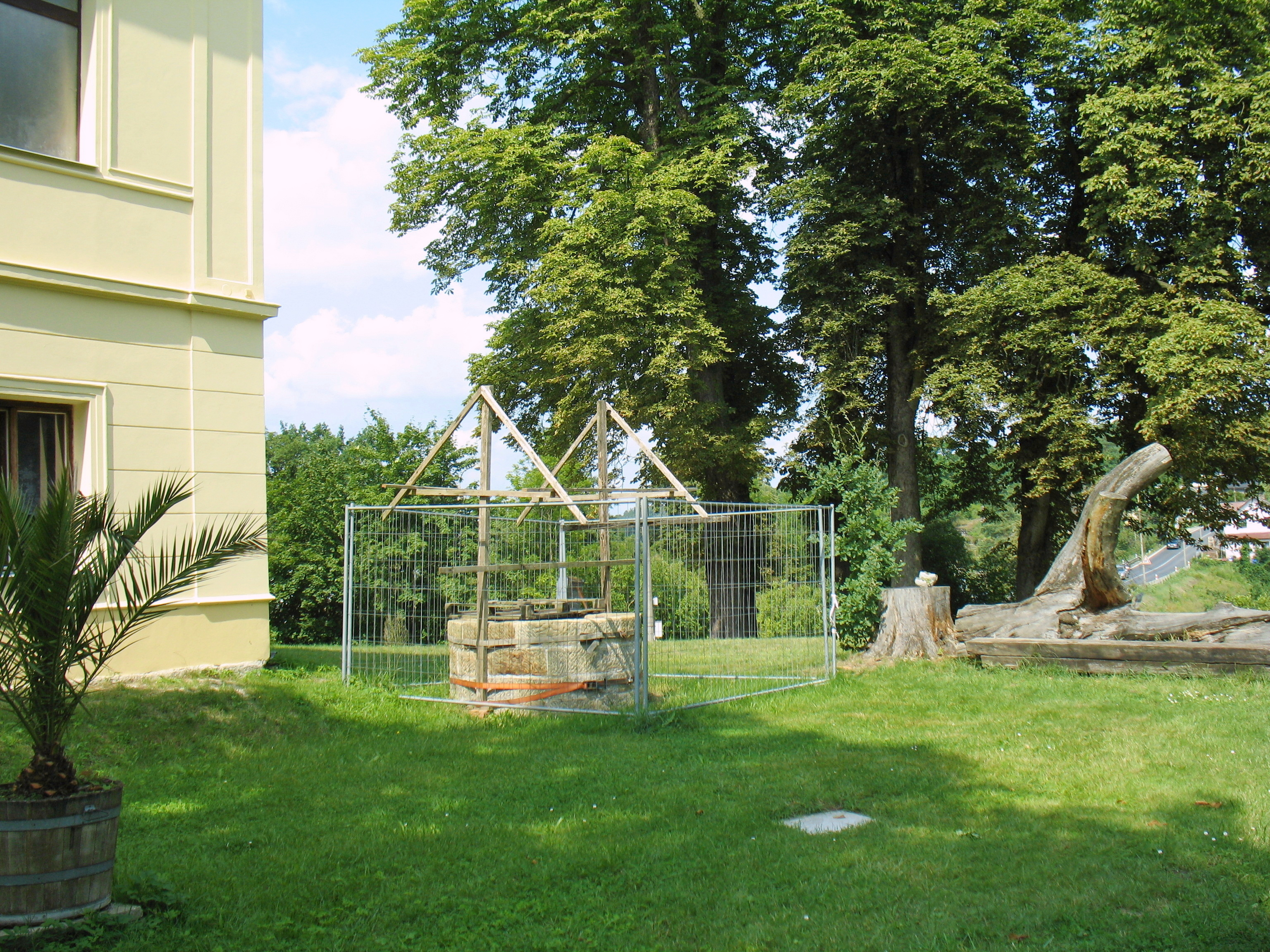
Jedna ze dvou studní
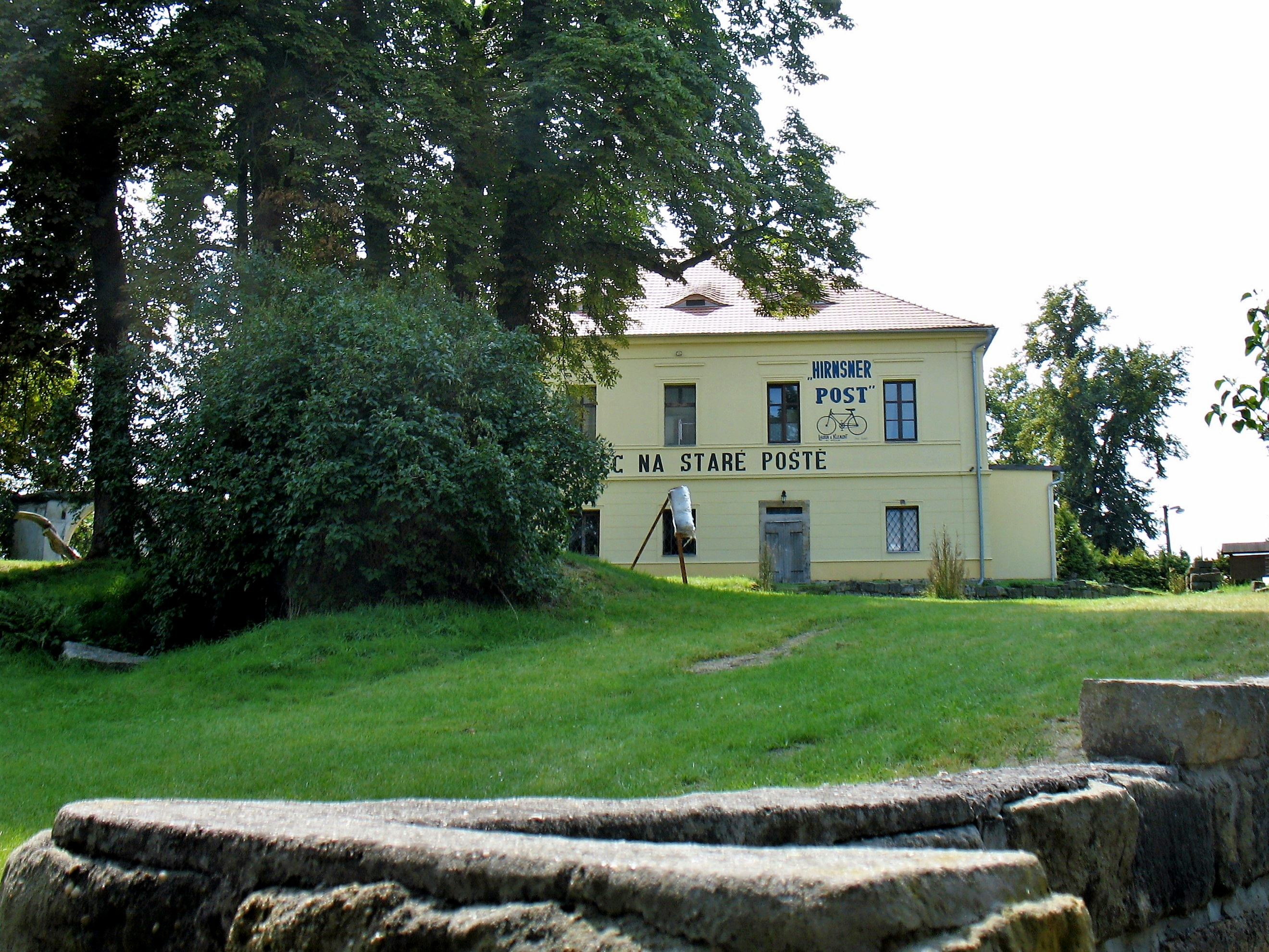
Pohled ze severu od rybníka
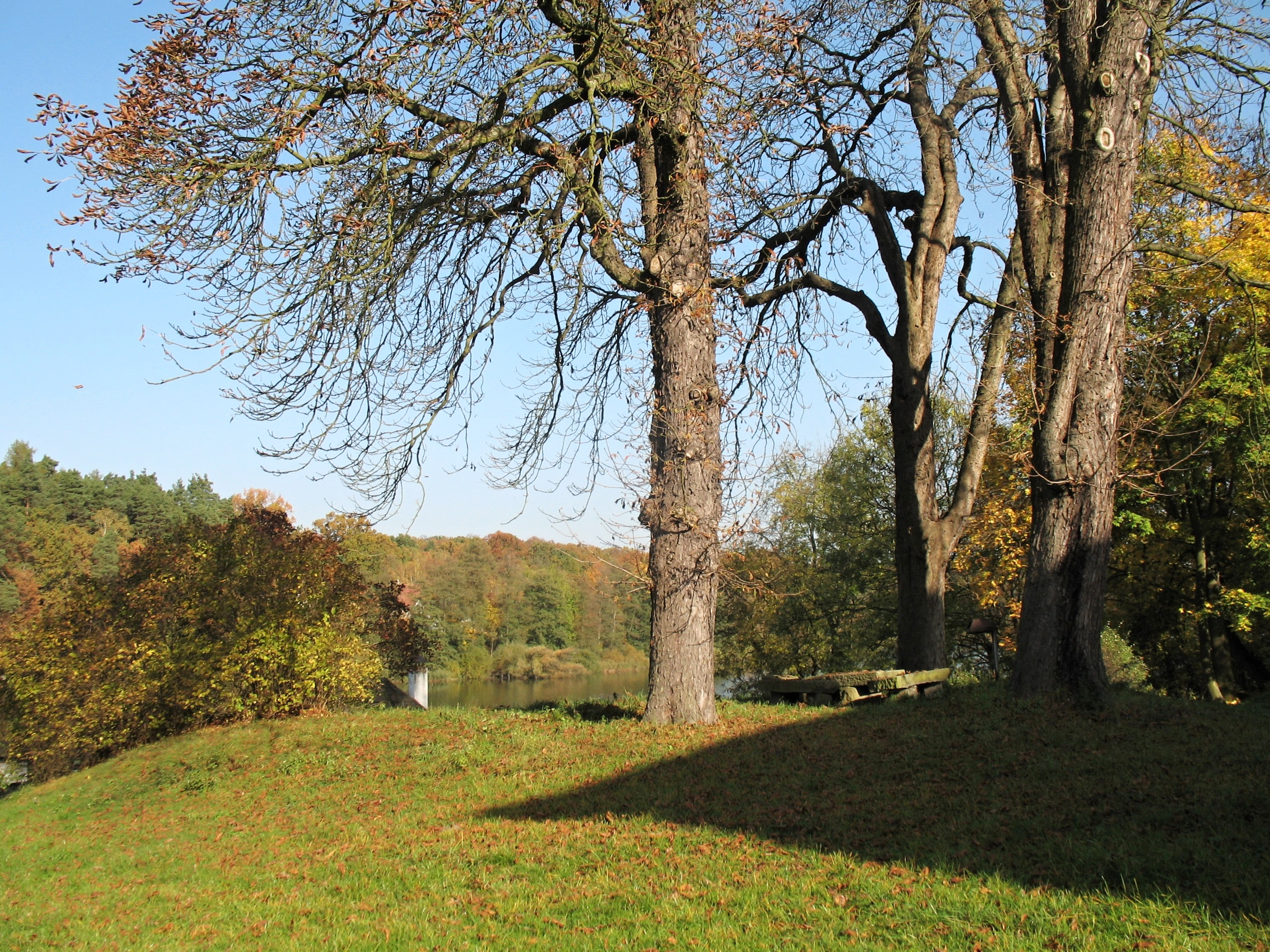
Kamenný stůl a lavice v zahradě hostince